# Hugo Helmig
Hugo Helmig Toft Simonsen (født 24. juli 1998 i Århus, død 23. november 2022), kendt som Hugo Helmig, var en dansk singer-songwriter. Han var søn af musikeren Thomas Helmig og særligt kendt for sin debutsingle "Please Don't Lie", der blev den mest spillede danske sang på dansk radio i 2017.

## Baggrund
Hugo Helmig fik sit store folkelige gennembrud som søn af Thomas Helmig i DR-serien Hugo og Helmig, som havde premiere umiddelbart efter hittet "Please Don't Lie".
I marts året efter udgav han EP'en Promise, med bl.a. singlerne "Times of War", "Hold On" og "Promise". 
I 2019 blev det imidlertid offentligt kendt, at han havde et alvorligt kokainmisbrug, og efter en anholdelse foran sine forældres hus måtte han aflyse alle planlagte koncerter. 
På grund af angst indstillede Hugo Helmig i 2021 sin musikkarriere.

## Død
Hugo Helmig døde den 23. november 2022, blot 24 år gammel. Dødsårsagen er ikke offentligt kendt.

## Diskografi
- Promise (2018)
- Juvenile (2019)
- Lulu vol. 1 (2020)
- Lulu vol. 2 (2021)